# تلمبه ابوالحسن شهیدی شماره ۱
تلمبه ابوالحسن شهیدی شماره ۱ یک منطقهٔ مسکونی در ایران است که در دهستان گلستان (سیرجان) واقع شده‌است.